# Янь Цзы
Янь Цзы (кит. 晏紫, пиньинь Yàn Zī; родилась 12 ноября 1984, Чэнду, Сычуань, КНР) — китайская теннисистка; двукратная победительница турниров Большого шлема в парном разряде (Открытый чемпионат Австралии, Уимблдон-2006); бронзовый призёр Олимпийских игр 2008 года в женском парном разряде; победительница 18 турниров WTA (из них 17 в парном разряде); бывшая четвёртая ракетка мира в парном рейтинге; двукратная чемпионка Азиатских игр.

## Общая информация
Отца уроженки Чэнду зовут Янь Чанмин (менеджер), мать — Мэн Сюмэй (учительница в начальной школе). У китаянки есть кот по кличке Мими.
17 января 2012 года у китаянки родилась дочь Иж.
Мама привела Цзы в теннис в возрасте 6 лет (родители не играли в теннис).
Среди теннисных кумиров выделяет Джимми Коннорса.

## Спортивная карьера

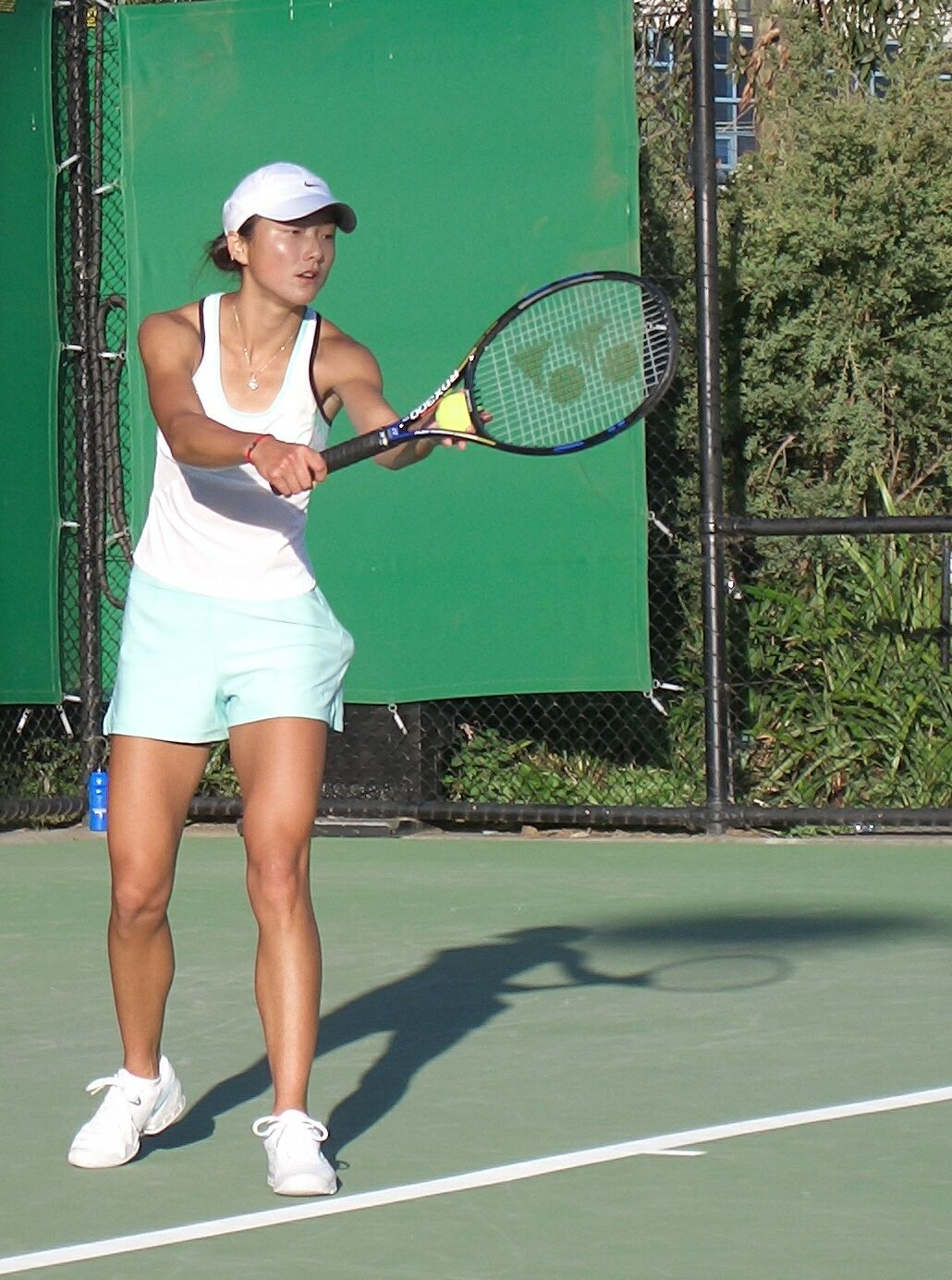
На Открытом чемпионате Австралии 2006 года

С детства проявила большой талант в теннисе. Уже в 14 лет вошла в команду провинции Сычуань.
С 1999 по 2001 год училась в теннисной школе «Никс» в США.
Начала играть турниры в парном разряде вместе с Чжэн Цзе. Первые выступления на взрослом уровне пришлись на 2000 год. В 2001 году Янь выиграла в парном разряде первый профессиональный титул из цикла ITF. В октябре 2001 года она, выступив также в парах, дебютировала в WTA-туре, сыграв в команде с Чжэн Цзе на турнире в Шанхае. Через год на этом же турнире Янь впервые сыграла в основной сетке и в одиночном разряде, пройдя через квалификацию. В июле 2002 года она впервые сыграла в составе сборной Китая в Кубке Федерации.
В июне 2003 года в дуэте с Чжэн Цзе она смогла выйти в парный финал турнира Вене. Дебют на турнирах серии Большого шлема состоялся в том же сезоне на Открытом чемпионате США. В сентябре она впервые поднялась в топ-100 парного рейтинга, а в одиночном разряде попала через квалификацию на турнир в Токио, где смогла доиграть до четвертьфинала. В январе 2004 года на Открытом чемпионате Австралии Чжэн Цзе и Янь Цзы смогли пройти в четвертьфинал парных соревнований. В августе они приняли участие в Олимпийских играх в Афинах и дошли до четвертьфинала.
В 2005 году Янь Цзы выиграла первые для себя титулы WTA. В январе на турнире в Хобарте она победила в альянсе с Янь Цзы, а в феврале они уже праздновали победу на турнире в Хайдарабаде. На Открытом чемпионате США Чжэн Цзе и Янь Цзы смогли выйти в четвертьфинал парного розыгрыша. Осенью они дважды достигали парных финалов — на Бали и в Пекине. В 2005 году Янь смогла выиграть единственный одиночный титул в туре в профессиональной карьере. Она успешно сыграла на «домашнем» турнире в Гуанчжоу. На пути к финалу она смогла обыграть в том числе Ли На (6:7, 7:5, 7:6) и Викторию Азаренко (6:4, 6:3). В финале она одолела Нурию Льягостеру Вивес, когда при счёте 6:4, 4:0 в пользу китаянке, её соперница отказалась от борьбы.
На старте сезона 2006 года Чжэн Цзе и Янь Цзы смогли одержать важную победу на Открытом чемпионате Австралии. Они стали первыми представителями Китая, которые смогли выиграть турнир серии Большого шлема. На пути к победе китаянки обыграли четыре сеянные пары, в том числе в финале первых номеров посева Лизу Реймонд и Саманту Стосур. Также на этом Австралийском чемпионате Янь единственный раз в карьере выиграть матч (обыграла Натали Деши) в одиночном разряде на Больших шлемах и пройти во второй раунд.
| Стадия  | Соперницы (посев)                         | Счёт           |
| 1 раунд | Галина Воскобоева Евгения Линецкая        | 6-1 6-0        |
| 2 раунд | Лурдес Домингес Лино Мария Санчес Лоренсо | 6-4 6-0        |
| 3 раунд | Елена Дементьева Флавия Пеннетта (7)      | 6-1 6-2        |
| 1/4     | Вирхиния Руано Паскуаль Паола Суарес (4)  | 4-6 7-5 6-1    |
| 1/2     | Синобу Асагоэ Катарина Среботник (9)      | 6-2 7-6(2)     |
| Финал   | Лиза Реймонд Саманта Стосур (1)           | 2-6 7-6(7) 6-3 |

В феврале дуэт Чжэн Цзе и Янь Цзы сыграл в парном финале турнира в Паттайе. В мае они смогли выиграть парный трофей турнира 1-й категории в Берлине, что позволило Янь войти в первую десятку парного рейтинга. Через неделю китаянки взяли титул на турнире в Рабате, где Янь ещё и смогла выйти в полуфинал в одиночном разряде. На кортах Ролан Гаррос Чжэн и Янь смогли выйти в полуфинал парных соревнований. В июне они выиграли парный приз турнира на траве в Хертогенбосе. Успешно они сыграли и на Уимблдонском турнире, где смогли выиграть второй в году титул Большого шлема. В решающем матче китайский дуэт переиграл Вирхинию Руано Паскуаль и Паулу Суарес. После Уимблдона Янь занимала уже четвёртую строчку парного рейтинга.
| Стадия  | Соперницы (посев)                    | Счёт        |
| 1 раунд | Ваня Кинг Мелинда Цинк (LL)          | 6-3 6-1     |
| 2 раунд | Жанетта Гусарова Вера Звонарёва      | 6-0 7-6(4)  |
| 3 раунд | Татьяна Гарбин Мария Елена Камерин   | 4-6 6-2 6-0 |
| 1/4     | Мартина Навратилова Лизель Хубер (7) | 4-6 6-4 6-0 |
| 1/2     | Кара Блэк Ренне Стаббс (2)           | 6-2 7-6(2)  |
| Финал   | Вирхиния Руано Паскуаль Паола Суарес | 6-3 3-6 6-2 |

В июле 2006 года Янь Цзы и Чжэн Цзе поучаствовали в победе сборной Китая в Кубке Федерации над сборной Германии. В августе на турнире в Стокгольме они смогли выйти в парный финал. Затем китаянки уже берут парный титул на турнире в Нью-Хейвене, а на Открытом чемпионате США достигли четвертьфинала.

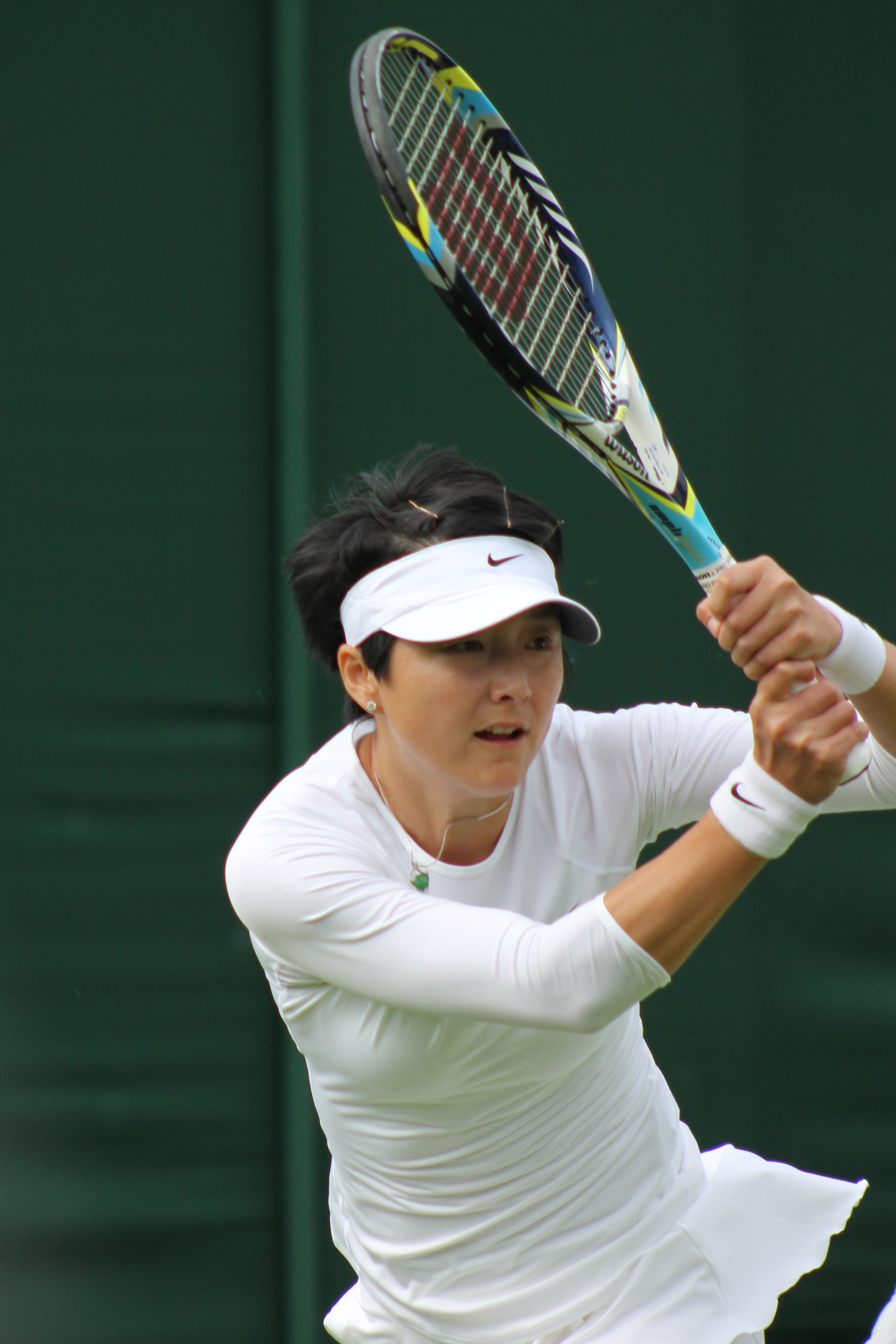
На Уимблдоне 2013 года

На Открытом чемпионате Австралии 2007 года Чжэн Цзе и Янь Цзы не смогли защитить свой прошлогодний парный титул, но прошли достаточно далеко, сумев достигнуть полуфинала. Первый совместный титул в сезоне они завоевали в апреле на турнире 1-й категории в Чарлстоне. В мае они взяли парный приз турнира в Страсбурге. После Открытого чемпионата Франции Чжэн вынуждена была досрочно закончить сезон из-за травмы лодыжки и Янь выступала с разными партнёршами. В паре с Пэн Шуай она достигла четвертьфинала Уимблдона. В июле в Кубке Федерации она помогла обыграть сборную Бельгии. В августе произошёл неожиданный успех в одиночном разряде. Янь Цзы удалось доиграть до полуфинала крупного турнира в Торонто. Попав на турнир через квалификацию, 169-я в рейтинге китаянка смогла обыграть в основной сетке четырёх соперниц, в том числе во втором раунде № 4 посева Ану Иванович (6:3, 6:1) и в 1/4 финала на отказе при счёте 6:2, 3:0 № 7 посева Марион Бартоли. В рейтинге она смогла подняться сразу на 91 позицию вверх. В сентябре в паре с Пэн Шуай был выигран титул на турнире в Гуанчжоу. Затем она выиграла ещё два титула подряд в партнёрстве с Сунь Тяньтянь (в Токио и Бангкоке). Также в Бангкоке она смогла дойти до полуфинала одиночных соревнований.
В 2008 году Янь Цзы стала снова выступать в паре с Чжэн Цзе, с возвращением её после травмы. С ходу они смогли выйти в финал турнира в Голд-Косте и выиграть парный трофей турнира в Сиднее. На Открытом чемпионате Австралии они смогли выйти в полуфинал, где проиграли Виктории Азаренко и Шахар Пеер. В начале февраля Чжэн Цзе и Янь Цзы выиграли решающую парную встречу четвертьфинала Кубка Федерации против сборной Франции, что позволило Китаю впервые пройти в полуфинал Кубка. На турнирах в Дубае и Индиан-Уэлсе они вышли в финал. Между этими турнирами Янь Цзы отметилась полуфиналом в одиночном разряде на турнире в Бангалоре. В начале мая она поднялась на самую высокую в карьере — 40-ю строчку одиночного рейтинга. В том же месяце Янь Цзы взяла парный титул на турнире в Страсбурге в партнёрстве с Татьяной Перебийнис из Украины.
В августе 2008 года она приняла участие в Олимпийских играх в Пекине. В одиночных соревнованиях в первом раунде Янь проиграла россиянке Вере Звонарёвой. В парном турнире она выступила совместно с Чжэн Цзе и их дуэт смог дойти до полуфинала. В борьбе за выход в главный матч китаянки уступили Вирхинии Руано Паскуаль и Пауле Суарес. В матче за третье место Чжэн и Янь переиграли представительниц Украины Алёну и Катерину Бондаренко и завоевали бронзовую медаль Олимпиады. На Открытом чемпионате США в парном разряде Чжэн и Янь вышли в четвертьфинал.
В мае 2009 года Чжэн Цзе и Янь Цзы вышли в финал турнира в Варшаве, а на Ролан Гаррос они доиграли до четвертьфинала. В августе Янь выиграла единственный титул в сезоне на турнире в Лос-Анджелесе в паре с Чжуан Цзяжун. На Открытом чемпионате США с Чжэн Цзе дошли до четвертьфинала.
На Открытом чемпионате Австралии 2010 года Янь сыграла в дуэте с Бетани Маттек-Сандс и они вышли в 1/4 финала. В апреле их пара смогла победить на турнире в Понте-Ведра-Бич. В мае удалось выйти в финал на турнире в Варшаве в паре Кара Блэк. Последние матчи в карьере Янь сыграла в 2013 году, а в 2014 стала представлять Гонконг, но не сыграла за него ни одного матча, объявив об окончании карьеры.

## Итоговое место в рейтинге WTA по годам
| Год  | Одиночный рейтинг | Парный рейтинг |
| 2013 |                   | 372            |
| 2012 |                   | 528            |
| 2011 |                   | 91             |
| 2010 | 423               | 22             |
| 2009 | 312               | 23             |
| 2008 | 128               | 13             |
| 2007 | 60                | 15             |
| 2006 | 166               | 4              |
| 2005 | 103               | 31             |
| 2004 | 248               | 39             |
| 2003 | 179               | 74             |
| 2002 | 299               | 138            |
| 2001 | 468               | 276            |
| 2000 | 642               |                |

## Выступления на турнирах

#### Финалы турнировWTAв одиночном разряде (1)

##### Победы (1)
| Легенда: До 2009 года         | Легенда: С 2009 года  |
| ----------------------------- | --------------------- |
| Турниры Большого шлема (0+2)* |                       |
| Олимпиада (0)                 |                       |
| Итоговый турнир WTA (0)       |                       |
| 1-я категория (0+2)           | Premier Mandatory (0) |
| 2-я категория (0+3)           | Premier 5 (0)         |
| 3-я категория (1+6)           | Premier (0+1)         |
| 4-я категория (0+1)           | International (0+1)   |
| 5-я категория (0+1)           | International (0+1)   |

| Титулы по покрытиям | Титулы по месту проведения матчей турнира |
| ------------------- | ----------------------------------------- |
| Хард (1+10)*        | Зал (0)                                   |
| Грунт (0+5)         | Зал (0)                                   |
| Трава (0+2)         | Открытый воздух (1+17)                    |
| Ковёр (0)           | Открытый воздух (1+17)                    |

* количество побед в одиночном разряде + количество побед в парном разряде.
| №  | Дата           | Турнир          | Покрытие | Соперница в финале     | Счёт            |
| 1. | 2 октября 2005 | Гуанчжоу, Китай | Хард     | Нурия Льягостера Вивес | 6-4 4-0 — отказ |

#### Финалы турнировITFв одиночном разряде (2)

##### Поражения (2)
| Легенда:         |
| ---------------- |
| 100.000 USD (0)* |
| 75.000 USD (0)   |
| 50.000 USD (0+6) |
| 25.000 USD (0+7) |
| 10.000 USD (0+3) |

| Титулы по покрытиям | Титулы по месту проведения матчей турнира |
| ------------------- | ----------------------------------------- |
| Хард (0+10)*        | Зал (0+2)                                 |
| Грунт (0+6)         | Зал (0+2)                                 |
| Трава (0)           | Открытый воздух (0+14)                    |
| Ковёр (0)           | Открытый воздух (0+14)                    |

* количество побед в одиночном разряде + количество побед в парном разряде.
| №  | Дата           | Турнир               | Покрытие   | Соперница в финале | Счёт    |
| 1. | 27 января 2002 | Халл, Великобритания | Хард (зал) | Лю Наньнань        | 1-6 2-6 |
| 2. | 12 июня 2005   | Пекин, Китай         | Хард       | Ли Тин             | 1-6 3-6 |

#### Финалы турниров Большого шлема в парном разряде (2)

##### Победы (2)
| №  | Год  | Турнир                       | Покрытие | Партнёрша | Соперницы в финале                   | Счёт           |
| 1. | 2006 | Открытый чемпионат Австралии | Хард     | Чжэн Цзе  | Лиза Реймонд Саманта Стосур          | 2-6 7-6(7) 6-3 |
| 2. | 2006 | Уимблдон                     | Трава    | Чжэн Цзе  | Вирхиния Руано Паскуаль Паола Суарес | 6-3 3-6 6-2    |

#### Финалы турнировWTAв парном разряде (28)

##### Победы (17)
| №   | Дата             | Турнир                       | Покрытие | Партнёрша           | Соперницы в финале                    | Счёт              |
| 1.  | 14 января 2005   | Хобарт, Австралия            | Хард     | Чжэн Цзе            | Анабель Медина Гарригес Динара Сафина | 6-4 7-5           |
| 2.  | 12 февраля 2005  | Хайдарабад, Индия            | Хард     | Чжэн Цзе            | Ли Тин Сунь Тяньтянь                  | 6-4 6-1           |
| 3.  | 29 января 2006   | Открытый чемпионат Австралии | Хард     | Чжэн Цзе            | Лиза Реймонд Саманта Стосур           | 2-6 7-6(7) 6-3    |
| 4.  | 14 мая 2006      | Берлин, Германия             | Грунт    | Чжэн Цзе            | Елена Дементьева Флавия Пеннетта      | 6-2 6-3           |
| 5.  | 21 мая 2006      | Рабат, Марокко               | Грунт    | Чжэн Цзе            | Бетани Маттек Эшли Харклроуд          | 6-1 6-3           |
| 6.  | 25 июня 2006     | Хертогенбос, Нидерланды      | Трава    | Чжэн Цзе            | Ана Иванович Мария Кириленко          | 3-6 6-2 6-2       |
| 7.  | 9 июля 2006      | Уимблдон                     | Трава    | Чжэн Цзе            | Вирхиния Руано Паскуаль Паола Суарес  | 6-3 3-6 6-2       |
| 8.  | 26 августа 2006  | Нью-Хейвен, США              | Хард     | Чжэн Цзе            | Лиза Реймонд Саманта Стосур           | 6-4 6-2           |
| 9.  | 15 апреля 2007   | Чарлстон, США                | Грунт    | Чжэн Цзе            | Пэн Шуай Сунь Тяньтянь                | 7-5 6-0           |
| 10. | 27 мая 2007      | Страсбург, Франция           | Грунт    | Чжэн Цзе            | Алисия Молик Сунь Тяньтянь            | 6-3 6-4           |
| 11. | 30 сентября 2007 | Гуанчжоу, Китай              | Хард     | Пэн Шуай            | Ваня Кинг Сунь Тяньтянь               | 6-3 6-4           |
| 12. | 7 октября 2007   | Токио, Япония                | Хард     | Сунь Тяньтянь       | Ваня Кинг Чжуан Цзяжун                | 1-6 6-2 [10-6]    |
| 13. | 14 октября 2007  | Бангкок, Таиланд             | Хард     | Сунь Тяньтянь       | Аюми Морита Дзюнри Намигата           | Без игры          |
| 14. | 13 января 2008   | Сидней, Австралия            | Хард     | Чжэн Цзе            | Татьяна Перебийнис Татьяна Пучек      | 6-4 7-6(5)        |
| 15. | 24 мая 2008      | Страсбург, Франция (2)       | Грунт    | Татьяна Перебийнис  | Чжань Юнжань Чжуан Цзяжун             | 6-4 6-7(3) [10-6] |
| 16. | 9 августа 2009   | Лос-Анджелес, США            | Хард     | Чжуан Цзяжун        | Мария Кириленко Агнешка Радваньская   | 6-0 4-6 [10-7]    |
| 17. | 11 апреля 2010   | Понте-Ведра-Бич, США         | Хард     | Бетани Маттек-Сандс | Пэн Шуай Чжуан Цзяжун                 | 4-6 6-4 [10-8]    |

##### Поражения (11)
| №   | Дата             | Турнир               | Покрытие | Партнёрша     | Соперницы в финале                       | Счёт           |
| 1.  | 14 июня 2003     | Вена, Австрия        | Грунт    | Чжэн Цзе      | Ли Тин Сунь Тяньтянь                     | 3-6 4-6        |
| 2.  | 18 сентября 2005 | Бали, Индонезия      | Хард     | Чжэн Цзе      | Анна-Лена Грёнефельд Меганн Шоннесси     | 3-6 3-6        |
| 3.  | 25 сентября 2005 | Пекин, Китай         | Хард     | Чжэн Цзе      | Мария Венто Кабчи Нурия Льягостера Вивес | 2-6 4-6        |
| 4.  | 12 февраля 2006  | Паттайя, Таиланд     | Хард     | Чжэн Цзе      | Ли Тин Сунь Тяньтянь                     | 6-3 1-6 6-7(5) |
| 5.  | 13 августа 2006  | Стокгольм, Швеция    | Хард     | Чжэн Цзе      | Ева Бирнерова Ярмила Гайдошова           | 6-0 4-6 2-6    |
| 6.  | 6 января 2008    | Голд-Кост, Австралия | Хард     | Чжэн Цзе      | Агнеш Савай Динара Сафина                | 1-6 2-6        |
| 7.  | 2 марта 2008     | Дубай, ОАЭ           | Хард     | Чжэн Цзе      | Кара Блэк Лизель Хубер                   | 5-7 2-6        |
| 8.  | 23 марта 2008    | Индиан-Уэлс, США     | Хард     | Чжэн Цзе      | Елена Веснина Динара Сафина              | 1-6 6-1 [8-10] |
| 9.  | 21 сентября 2008 | Гуанчжоу, Китай      | Хард     | Сунь Тяньтянь | Мария Корытцева Татьяна Пучек            | 4-6 6-4 [8-10] |
| 10. | 24 мая 2009      | Варшава, Польша      | Грунт    | Чжэн Цзе      | Ракель Копс-Джонс Бетани Маттек-Сандс    | 1-6 1-6        |
| 11. | 22 мая 2010      | Варшава, Польша (2)  | Грунт    | Кара Блэк     | Вирхиния Руано Паскуаль Меганн Шонесси   | 3-6 4-6        |

#### Финалы турнировITFв парном разряде (24)

##### Победы (16)
| №   | Дата            | Турнир                 | Покрытие   | Партнёрша | Соперницы в финале                          | Счёт           |
| 1.  | 10 июня 2001    | Хух-Хото, Китай        | Грунт      | Чжэн Цзе  | Сунь Тяньтянь Чэнь Янь                      | 6-4 2-6 6-3    |
| 2.  | 3 февраля 2002  | Типтон, Великобритания | Хард (зал) | Чжэн Цзе  | Тесси ван де Вен Сьюзанн ван Хартингсвельдт | 6-1 6-3        |
| 3.  | 14 апреля 2002  | Хошимин, Вьетнам       | Хард       | Чжэн Цзе  | Аями Такасэ Рэми Тэдзука                    | 6-1 1-6 6-2    |
| 4.  | 21 апреля 2002  | Кальяри, Италия        | Грунт      | Чжэн Цзе  | Ли На Ли Тин                                | 6-4 6-0        |
| 5.  | 28 апреля 2002  | Таранто, Италия        | Грунт      | Чжэн Цзе  | Станислава Грозенска Ева Фишлова            | 6-2 6-2        |
| 6.  | 5 мая 2002      | Малье, Италия          | Грунт      | Чжэн Цзе  | Эдина Галловиц Магда Михалаке               | 6-4 6-1        |
| 7.  | 19 мая 2002     | Шанхай, Китай          | Хард       | Чжэн Цзе  | Лю Вэйцзюань Хэ Чуньянь                     | 6-2 6-2        |
| 8.  | 26 мая 2002     | Тяньцзинь, Китай       | Хард (зал) | Чжэн Цзе  | Чжань Цзиньвэй Чжуан Цзяжун                 | 6-0 6-4        |
| 9.  | 23 марта 2003   | Рэддинг, США           | Хард       | Чжэн Цзе  | Абигейл Спирс Дженнифер Хопкинс             | 7-6(3) 7-6(5)  |
| 10. | 22 июня 2003    | Гориция, Италия        | Грунт      | Чжэн Цзе  | Ли Тин Сунь Тяньтянь                        | 7-6(5) 1-6 6-4 |
| 11. | 6 июля 2003     | Орбетелло, Италия      | Грунт      | Чжэн Цзе  | Ли Тин Сунь Тяньтянь                        | 6-2 7-5        |
| 12. | 19 октября 2003 | Седона, США            | Хард       | Чжэн Цзе  | Росана де лос Риос Алина Жидкова            | 7-6(2) 7-6(3)  |
| 13. | 26 октября 2003 | Падука, США            | Хард       | Чжэн Цзе  | Ким Грант Саманта Ривз                      | 6-2 6-3        |
| 14. | 31 октября 2004 | Шэньчжэнь, Китай       | Хард       | Чжэн Цзе  | Се Шувэй Чжуан Цзяжун                       | 6-3 6-1        |
| 15. | 12 июня 2005    | Пекин, Китай           | Хард       | Чжэн Цзе  | Ли Тин Сунь Тяньтянь                        | 6-1 7-5        |
| 16. | 13 ноября 2005  | Шэньчжэнь, Китай       | Хард       | Се Шувэй  | Сюй Вэньсинь Чжань Цзиньвэй                 | 6-0 6-2        |

##### Поражения (7)
| №  | Дата             | Турнир           | Покрытие | Партнёрша         | Соперницы в финале             | Счёт        |
| 1. | 10 сентября 2000 | Чжэцзян, Китай   | Хард     | Чжэн Цзе          | Сунь Тяньтянь Чэнь Янь         | 3-6 5-7     |
| 2. | 11 августа 2002  | Пекин, Китай     | Хард     | Чжэн Цзе          | Ли Тин Сунь Тяньтянь           | 5-7 3-6     |
| 3. | 7 декабря 2003   | Чанша, Китай     | Хард     | Чжэн Цзе          | Ли Тин Сунь Тяньтянь           | 4-6 2-6     |
| 4. | 14 декабря 2003  | Шэньчжэнь, Китай | Хард     | Чжэн Цзе          | Ли Тин Сунь Тяньтянь           | 3-6 6-3 4-6 |
| 5. | 7 ноября 2004    | Шэньчжэнь, Китай | Хард     | Чжэн Цзе          | Елена Татаркова Рика Фудзивара | 4-6 6-1 1-6 |
| 6. | 7 августа 2005   | Вашингтон, США   | Хард     | Дженнифер Хопкинс | Елена Антипина Татьяна Пучек   | 4-6 4-6     |
| 7. | 10 января 2010   | Цюаньчжоу, Китай | Хард     | Юлия Бейгельзимер | Лю Ваньтин Чжоу Имяо           | 1-6 2-6     |

##### Несыгранные финалы (1)
| №  | Дата          | Турнир            | Покрытие | Партнёрша | Соперницы в финале          |
| 1. | 16 марта 2003 | Фаунтин-Хилс, США | Хард     | Чжэн Цзе  | Алисия Молик Труди Мусгрейв |

## История выступлений на турнирах
| Турнир                       | 2003  | 2004  | 2005          | 2006          | 2007          | 2008  | 2009          | 2010          | 2011          | 2013          | Итог   | В/П за карьеру |
| ---------------------------- | ----- | ----- | ------------- | ------------- | ------------- | ----- | ------------- | ------------- | ------------- | ------------- | ------ | -------------- |
| Турниры Большого шлема       |       |       |               |               |               |       |               |               |               |               |        |                |
| Открытый чемпионат Австралии | -     | 1/4   | 1Р            | П             | 1/2           | 1/2   | 3Р            | 1/4           | 2Р            | 1Р            | 1 / 9  | 23-8           |
| Открытый чемпионат Франции   | -     | 1Р    | 3Р            | 1/2           | 1Р            | 3Р    | 1/4           | 3Р            | -             | -             | 0 / 7  | 13-7           |
| Уимблдон                     | -     | 3Р    | -             | П             | 1/4           | 3Р    | 3Р            | 2Р            | -             | 1Р            | 1 / 7  | 16-6           |
| Открытый чемпионат США       | 1Р    | 2Р    | 1/4           | 1/4           | 2Р            | 1/4   | 1/4           | 2Р            | -             | -             | 0 / 8  | 15-8           |
| Итог                         | 0 / 1 | 0 / 4 | 0 / 3         | 2 / 4         | 0 / 4         | 0 / 4 | 0 / 4         | 0 / 4         | 0 / 1         | 0 / 2         | 2 / 31 |                |
| В/П в сезоне                 | 0-1   | 6-4   | 5-3           | 19-2          | 8-4           | 11-4  | 10-4          | 7-4           | 1-1           | 0-2           |        | 67-29          |
| Олимпийские игры             |       |       |               |               |               |       |               |               |               |               |        |                |
| Летняя олимпиада             | НП    | 1/4   | Не проводился | Не проводился | Не проводился | III   | Не проводился | Не проводился | Не проводился | Не проводился | 0 / 2  | 6-2            |
| Итоговые турниры             |       |       |               |               |               |       |               |               |               |               |        |                |
| Итоговый турнир WTA          | -     | -     | -             | 1/2           | -             | -     | -             | -             | -             | -             | 0 / 1  | 0-1            |